# Telok Ayer Market

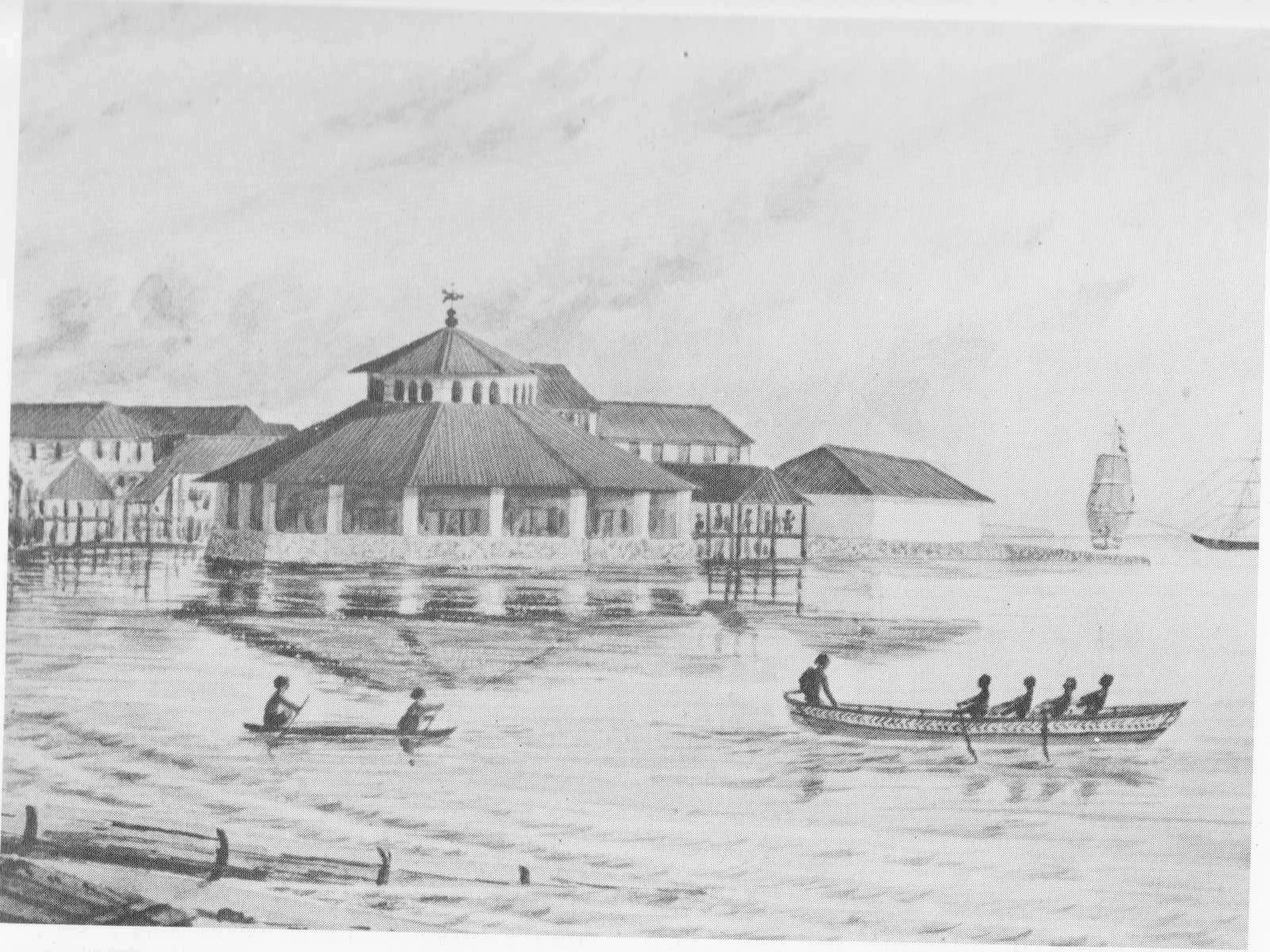
Telok Ayer Market (Zeichnung J. T. Thompson, 1847)

Telok Ayer Market (malaysisch: Pasar Telok Ayer; chinesisch: 直落亚逸巴刹), heute bekannt als Lau Pa Sat (老巴刹, „alter Markt“), ist ein historischer wet market im Downtown Core in der Innenstadt von Singapur. Er entstand aus einem Fischmarkt. Er ist derzeit ein Lebensmittelzentrum mit anderen Geschäften.

## Name
Der Name Telok Ayer bedeutet in der malaysischen Sprache „Wasserbucht“. Die Stelle lag damals tatsächlich am Meeresufer, bevor 1879 das Landgewinnungsprojekt in Singapur in Angriff genommen und bis 1879 in der Nähe von Telok Ayer Street durchgeführt wurde. Der heutige Name Lau Pa Sat bedeutet chinesisch  „alter Markt“. Lau (老) bedeutet alt,  während pa sat die Hokkien-Aussprache des persischen Wortes Basar (Markt) ist, der auf Malaiisch pasar heißt.

## Geschichte
Der Telok Ayer Market lag ursprünglich am Südufer des Singapore River nahe dem nördlichen Ende der Market Street, wo sich ein Fischmarkt befand. Am 4. November 1822 erteilte Stamford Raffles als Teil seines allgemeinen Plans zur Umgestaltung der Stadt die Anweisung, den Fischmarkt nach Telok Ayer zu verlagern. Der Bau  begann 1823 an einem Ort am südlichen Ende der Market Street am Ufer des damaligen Telok Ayer Basin und der Markt wurde im selben Jahr geöffnet. Die Konstruktion aus Holz und Palmenblättern erwies sich jedoch als problematisch. Das Gebäude wurde Ende der 1830er Jahre folglich neu erbaut. Das neue Gebäude wurde auf zwei achteckigen Ringen aus Backsteinpfeilern errichtet, musste jedoch ebenfalls häufig repariert werden. 1879 wurde der Markt aufgrund des Projekts zur Landgewinnung im Telok Ayer Basin abgerissen und auf das neu gewonnene Land am Collyer Quay verlegt. Der Bau begann 1890 und wurde 1894 abgeschlossen.

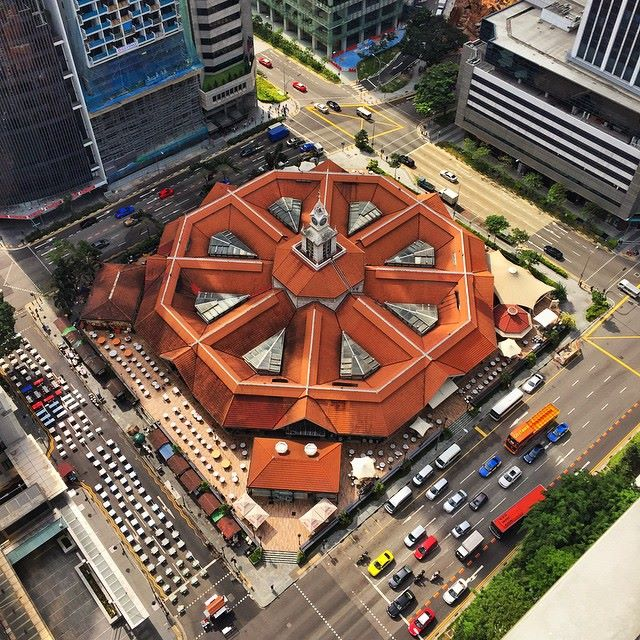
Telok Ayer Market (Lau Pa Sat) 2015

In den frühen 1970er Jahren wurde geplant, das Gebiet des ehemaligen Marktes Telok Ayer in ein Geschäfts- und Finanzviertel umzuwandeln. Ein wet market, der sich inmitten von Bürogebäuden befinden würde, wurde als unangemessen angesehen. Der Markt wurde umgestaltet und wurde zur Halle für Straßenhändler. Als Mitte der achtziger Jahre das U-Bahnsystem errichtet wurde, wurde der ehemalige Telok-Ayer-Markt Stück für Stück auseinandergenommen, einige Jahre später, nach Abschluss der Bauarbeiten, wurde die historische Struktur sorgfältig wieder zusammengesetzt. 1989 wurde der Markt schließlich zu einem gehobeneren „Festival-markt“ umgebaut und in „Lau Pa Sat“ umbenannt. Nach seiner letzten umfassenden Renovierung wurde Lau Pa Sat im Jahr 2014 wiedereröffnet.
Am 6. Juli 1973 wurde Telok Ayer Market als National Monument deklariert.

## Beschreibung
Das markante achteckige Design existierte bereits in den 1820er Jahren, als die ersten Betonkonstruktionen des Marktes errichtet wurden. Es wurde um die Jahrhundertwende auf dem Land, das durch die Landgewinnung im Bereich des Telok Ayer Basin entstand, umgebaut, wobei das Rahmendesign im viktorianischen Stil neu entworfen wurde. Es war der erste von der Municipal Commission gebaute Markt und eine der ersten Bauten in Asien, die aus vorgefertigten Gusseisen hergestellt wurden. Die filigranen Guss- und Schmiedeeisenteile wurden aus Glasgow importiert.